# Vauries vliegenvanger
Vauries vliegenvanger (Ficedula crypta) is een vogelsoort uit de familie van de muscicapidae (vliegenvangers).

## Verspreiding
Vauries vliegenvanger komt alleen voor in de Filipijnen.

## Ondersoorten
Vauries vliegenvanger is monotypisch.